# Not Quite Jerusalem
Not Quite Jerusalem (Not Quite Paradise) è un film del 1986 diretto da Lewis Gilbert.

## Trama
Nella commedia da cui è tratto, la dura vita nel deserto dei kibbutznik conferiva loro un'aria di brusca autosufficienza, mentre i volontari inglesi della classe operaia che erano venuti per una vacanza-lavoro mostravano un feroce e sincero odio per l'Inghilterra. Qui, questo materiale forte (adattato dallo stesso drammaturgo Paul Kember) è stato caramellato. Gilbert ha creato una mela toffee con la mela rimossa: addenta la dolce crosta di luoghi romantici della Terra Santa, bei israeliani, audaci terroristi arabi e battute banali, e ciò che rimane è il vuoto assoluto. I personaggi sono caricature, le situazioni cliché e la produzione plumbea. Una grazia salvifica: l'attrice polacca Joanna Pacula, che da sola riesce a rivestire il suo ruolo di una patina di plausibilità, irradia un calore che segna l'ascensione di una stella.